# Euodynerus rufinus
Euodynerus rufinus är en stekelart som beskrevs av Blüthgen 1942. Euodynerus rufinus ingår i släktet kamgetingar, och familjen Eumenidae. Utöver nominatformen finns också underarten E. r. confictus.